# Jack und Sarah – Daddy im Alleingang
Jack und Sarah – Daddy im Alleingang ist eine britische Tragikomödie aus dem Jahr 1995. Unter der Regie von Tim Sullivan sind Richard E. Grant und Samantha Mathis in den Hauptrollen sowie Ian McKellen und Judi Dench in Nebenrollen zu sehen.

## Handlung
Für den werdenden Vater Jack bricht eine Welt zusammen, als seine Frau Sarah bei der Geburt der gemeinsamen Tochter stirbt. Er lehnt seine Rolle als Vater ab und überlässt das Kind seinen Eltern. Diese müssen verzweifelt mit ansehen, wie ihr Sohn dem Alkohol verfällt und seine Zeit mit dem obdachlosen Trinker William verbringt.
Um ihrem Sohn zu helfen, nötigen sie ihn, Verantwortung für das Kind zu übernehmen. Tatsächlich entwickelt Jack eine väterliche Bindung zu seinem Kind, das er nach seiner verstorbenen Frau Sarah nennt. Doch trotz aller Bemühungen und der Unterstützung von William und Jacks Eltern ist Jack mit seiner Rolle als allein erziehender Vater überfordert. Die junge Amerikanerin Amy wird auf Jack aufmerksam und er engagiert sie als Babysitterin.
Bald kommen sich Amy und Jack, zunächst zum Missfallen von William und Jacks Mutter, näher und am Ende werden sie ein Paar.

## Kritiken
Cinema fand, „nach nervigem Auftakt wird’s doch ganz nett“ und bezeichnet den Film als „charmant vorgetragene[n] Liebeskitsch“.